# Se viene
«Se viene» o también conocida como «Se viene el estallido», es una canción de protesta perteneciente a la banda argentina de rock alternativo, Bersuit Vergarabat. Es el cuarto tema que forma parte de su cuarto trabajo discográfico Libertinaje, producido por Gustavo Santaolalla.
La versión argentina de la revista Rolling Stone y cadena de televisión MTV Latinoamérica; posicionó a la canción «Se viene», en el puesto número 27 de Las 100 canciones más destacadas del rock argentino según Rolling Stone y MTV.

## Historia

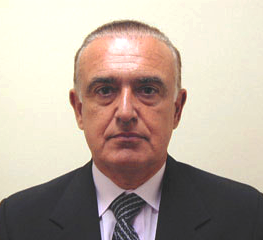
Carlos Ruckauf en 2008. Fue vicepresidente de la nación de Argentina, a fines de los años 1990. De él se originó la famosa canción.

La letra de la canción fue compuesta en la ciudad de Mar del Plata, en el año 1997 cuando dos miembros de Bersuit Vergarabat, Gustavo Cordera y Alberto Verenzuela, cantante y guitarrista respectivamente de la banda, se encontraban tocando la guitarra en las calles de esa ciudad. Carlos Ruckauf, por ese entonces el vicepresidente de la nación, se encontraba en ese lugar firmando autógrafos.
En ese momento, los dos músicos se pusieron a espaldas del vicepresidente y, de forma improvisada, le cantaron los primeros versos de la futura canción: «Se viene el estallido, de mi guitarra, de tu gobierno, también». Este hecho disgustó a Ruckauf quien, molesto, ignoró a los dos músicos. Acto seguido, mandó a sus guardaespaldas a golpear a Cordera y Verenzuela.

## Interpretación
La canción alude al Menemismo, la ostentación de dinero, la corrupción y el poder. Su otra cara es la pobreza, el desempleo y el hambre.

Volvió la mala / fue corta la primavera. / Cerdos miserables / comiendo lo que nos queda. / Se llevaron la noche, / nuestra única alegría / Gente poniendo huevos / para salir de esta ruina.
Fragmento de la letra.

La canción fue grabada a mediados de 1998 y fue su segundo corte de difusión, que alcanzó gran aceptación del público. La canción es fuertemente citada como "premonitoria", debido a que tres años más tarde de la publicación del disco, se produjo un estallido social en casi toda la Argentina, debido a las retenciones de los sueldos de los bancos a sus usuarios, que fue conocida como Corralito; que llevó a la crisis financiera de diciembre de 2001.